# Muhotora (vattendrag)
Muhotora är ett vattendrag i Burundi.   Det ligger i provinsen Cibitoke, i den nordvästra delen av landet, 40 km norr om huvudstaden Bujumbura.
Omgivningarna runt Muhotora är en mosaik av jordbruksmark och naturlig växtlighet. Runt Muhotora är det tätbefolkat, med 383 invånare per kvadratkilometer.